# IC 1248
IC 1248 ist eine Balken-Spiralgalaxie vom Hubble-Typ SBc im Sternbild Drache am Nordsternhimmel. Sie ist schätzungsweise 233 Millionen Lichtjahre von der Milchstraße entfernt.
Das Objekt wurde am 19. Juli 1887 von Lewis Swift entdeckt.